# 宮島口車站
宮島口車站（日语：／ Miyajimaguchi eki */?）是一由西日本旅客鐵道（JR西日本）所經營的鐵路車站，位於日本廣島縣廿日市市宮島口一丁目，除了是JR西日本所屬的山陽本線之沿線車站外，JR西日本下屬的海運公司——JR西日本宮島渡輪（JR西日本宮島フェリー）——所經營之宮島連絡船的渡輪站也一併設在本站內（渡輪站雖然名義上是與鐵路車站併設，但實際上卻位在離車站徒步約需5分鐘、隔著國道2號對向的海邊）。

## 簡介
本站屬於廣島城市網絡範圍內，可使用西日本旅客鐵道發行的ICOCA（可互相使用的IC卡參見ICOCA一項）。
宮島口車站雖然只是山陽本線上的一個普通車站，但因為是旅客欲前往日本三景之一的「安藝的宮島」（嚴島）時重要的轉運點，因此擁有不遜於鄰近大城市主要車站的旅客吞吐量，每年都有大量來自世界各地的觀光客在本站進出。
本站在1897年初設時，原名宮島（當時是由還沒收歸國有的山陽鐵道經營），在1942年才改為目前的宮島口站名。
在第二次世界大戰結束前，由於要與前往日本海軍位於柱島的停泊基地之艦載艇（一種可以裝載在戰艦上的小船）進行接駁，因此包括特急列車「富士」在內的優等列車皆有在本站停靠。戰後為了軍事所需的轉運用途不再，但仍有部分特急與急行列車在本站停車，以滿足前往宮島的觀光旅客需求。直到1975年時因為山陽新幹線全線通車，導致山陽本線上的在來線列車營運型態大幅改變，許多優等列車都遭到裁撤或改變班次與路線分配，在宮島口車站停車的班次銳減。至於最後一輛在本站停靠的特急列車，則是2005年時停駛的臥舖列車「朝風」（あさかぜ）。
在宮島連絡船方面，渡輪站內目前設有一座在1976年3月時完工的棧橋（碼頭）。在青函連絡船於1988年、宇高連絡船於1990年時停駛之後，宮島連絡船成為舊日本國鐵時代曾存在的許多聯絡船航路之中，唯一碩果僅存、還有在實際營運的最後象徵。
在JR宮島口車站正面出站後相距約50公尺、在前往宮島渡輪碼頭的路上，可以見到隸屬於廣島電鐵的廣電宮島口車站，是廣電所屬的路面電車路線——宮島線之終點站。除此之外，緊鄰在JR宮島渡輪站北側，也可以見到同屬廣電集團的宮島松大汽船所擁有之渡輪站。由於這四個車站、渡輪站之間全都在步行可及的距離範圍內，因此轉乘非常方便。

## 車站結構

### JR西日本（鐵路車站）

#### 月台配置
| 月台 | 路線     | 方向 | 目的地           |
| ---- | -------- | ---- | ---------------- |
| 1    | 山陽本線 | 下行 | 往岩國、柳井方向 |
| 3、4 | 山陽本線 | 上行 | 往廣島、三原方向 |

## 相鄰車站
西日本旅客鐵道
 山陽本線
■快速「通勤Liner」（只限廣島方向運行）
宮內串戶 ← 宮島口 ← 大竹
■快速「City Liner」（只限周末、假日運行）
宮內串戶－宮島口－大野浦
■普通（包括吳線內快速列車）
阿品－宮島口－前空
JR西日本宮島渡輪
■宮島航路（宮島連絡船）
宮島口－宮島

## 外部連結
- 宮島口車站（JR西日本）（页面存档备份，存于）